# Pipaona
Pipaona es una localidad del municipio de Ocón en La Rioja (España).

## Situación
Pipaona se encuentra en el Valle de Ocón, que es el principal de los pequeños valles que desde Sierra La Hez conecta con la depresión del Ebro. Dicha cordillera montañosa forma parte del Sistema Ibérico, puesto que se encuentra situada en la comarca de La Rioja Media-Baja, entre las cuencas del Jubera y del Cidacos.
Pipaona se encuentra a 35 km de Logroño. Podemos llegar a esta población por la N-232 en dirección Zaragoza hasta la LR-259 que nos introduce en el Valle de Ocón. A unos 3 km, tras una larga recta entramos en esta población, agrícola y ganadera, con 49 habitantes. A la entrada, tras cruzar un puente, se puede visitar un pozo histórico y disfrutar de una amplia zona recreativa con múltiples servicios para el visitante.
Es una zona de agricultura rica, predominando cultivos herbáceos (mayoritariamente de secano) trigo y cebada, y sobre todo vid, principal cultivo en el Valle de Ocón. En las zonas montañosas predomina la ganadería ovina.

## Historia
Pipaona domina un cerro en el cual se han hallado diversos restos prerromanos. También se conservan escasos restos de una posible calzada romana que procediendo de Numancia tendría como destino Francia, pero sin duda alguna los vestigios más interesantes están representados por la iglesia parroquial de Santa Catalina y por la Ermita de la Soledad.
En los últimos años se ha realizado la excavación arqueológica del yacimiento de Parpalinas, de cronología tardorromana y que aún se encuentra en fase de estudio.

## Personajes Ilustres
- Felipe Merino fue capitán y sargento mayor de los Tercios de Flandes. Nació en Pipaona. Soltero y con posesiones en Soria, Jubera y Pipaona, instituyó aquí en 1.668 el llamado "Vínculo para el Médico" con muchas tierras y bienes, para que Pipaona estuviese siempre bien atendida por un médico.[2] Esta fundación ha llegado hasta nuestros días. El documento fundacional regulaba, entre otros aspectos curiosos, que si pasaba por esta tierra alguna escuadra con destino a Flandes, la escuadra, así como su cabo, tenían derecho a pernoctar en la casa destinada al médico.

## Demografía
Pipaona contaba a 1 de enero de 2010 con una población de 49 habitantes, 27 hombres y 22 mujeres.
| Gráfica de evolución demográfica de Pipaona entre 2000 y 2017                                    |
|                                                                                                  |
| Población de derecho (2000-2010) según los censos de población del INE a 1 de enero de cada año. |

## Patrimonio
- Iglesia de Santa Catalina.
- Ermita de la Soledad .

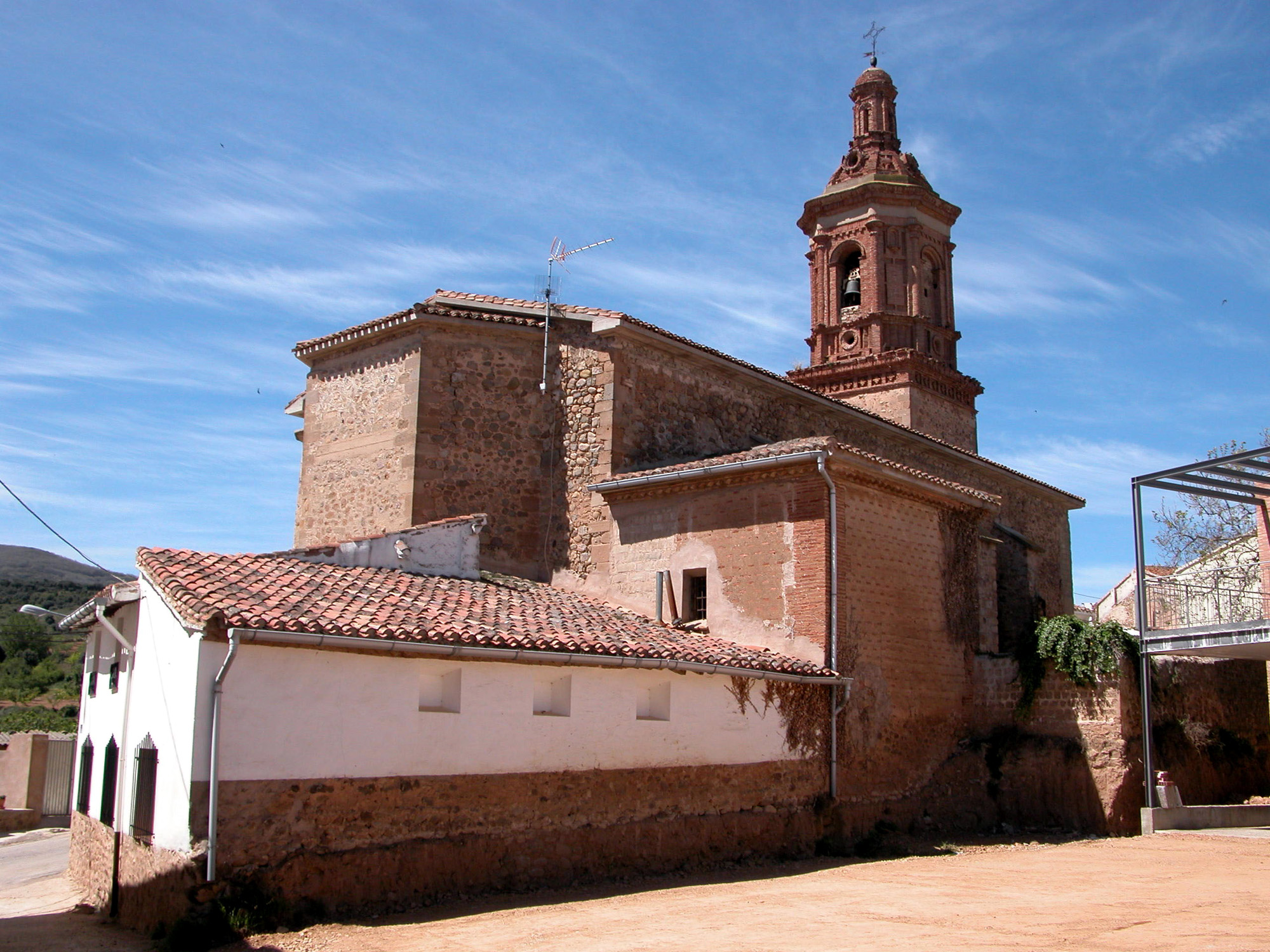
Iglesia de Santa Catalina.

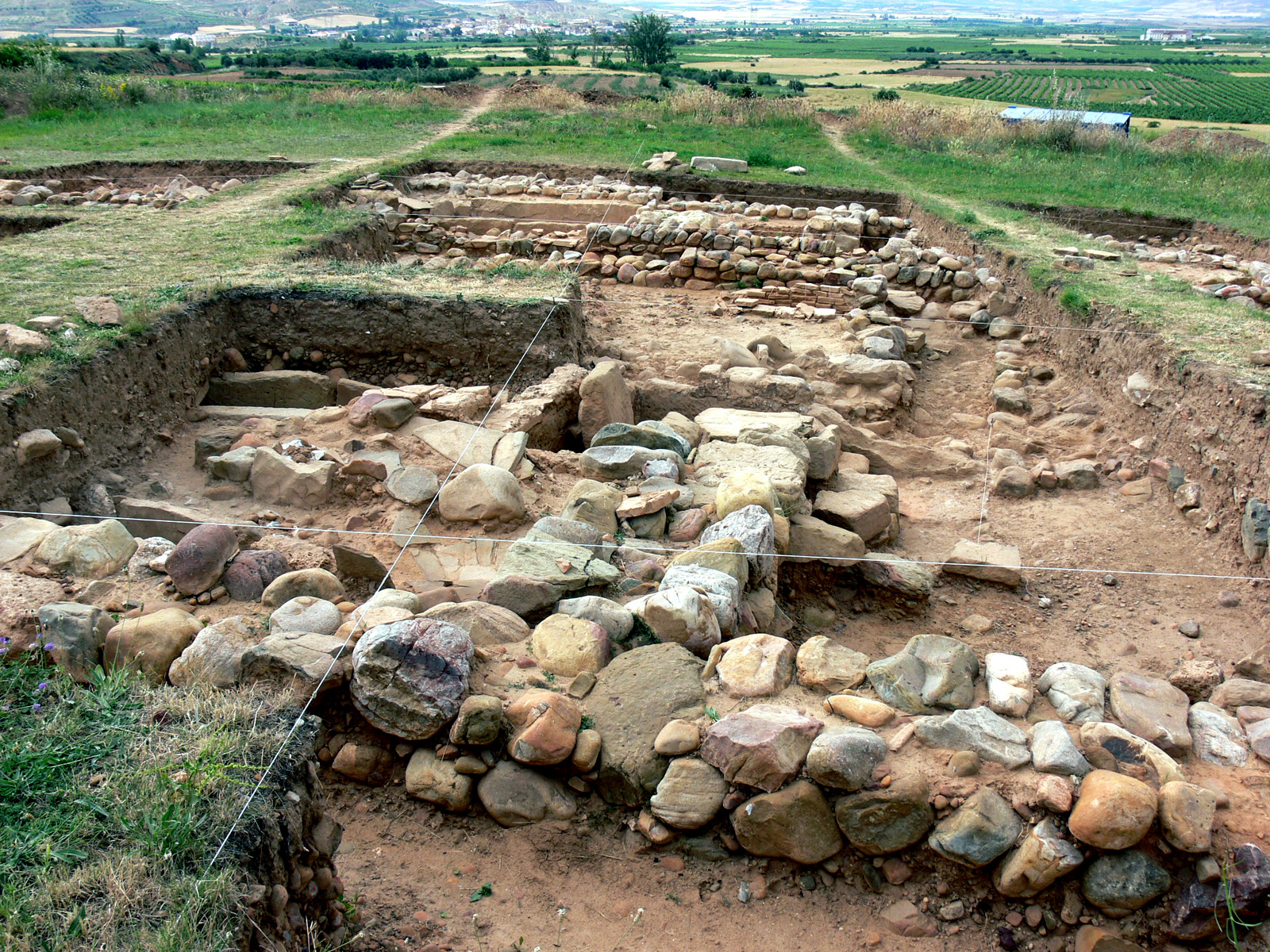
Restos arqueológicos de Parpalinas.

- Restos arqueológicos de Parpalinas. Donde ha aparecido una iglesia que data de los siglos VI y VII.[1]

## Fiestas
Las fiestas de La Soledad se celebran el primer fin de semana de septiembre.
 Sta. Catalina se celebra el 25 de noviembre.